# Dmitry Koldun
Dmitry Aleksandrovich Koldún (en bielorruso: Дзьмітры Аляксандравіч Калдун y, en ruso: Дми́трий Алекса́ндрович Колду́н; Minsk, RSS de Bielorrusia, Unión Soviética, 11 de junio de 1985) es un popular cantante de Bielorrusia.
Dmitry participó en el Festival de la Canción de Eurovisión 2007, siendo la participación más exitosa de Bielorrusia hasta la fecha. Su canción «Work your magic» es la primera canción bielorrusa que ha conseguido pasar a la final del festival. También es la máxima posición que ha recibido Bielorrusia en una final del festival, siendo la única vez que ha entrado al top 10.

## Biografía
Desde que era muy pequeño, Koldún quiso ser médico e hizo la carrera de medicina. Se graduó con una medalla de plata. En 2002, Koldún cambió su sueño y decidió ser farmacéutico, estudiando química en la Universidad Estatal de Bielorrusia.
La madre de Koldún, deseaba tener una niña que se pareciera a Diana de Gales, ya que era la fundadora del Club de fanes de Diana de Gales en Bielorrusia. Sin embargo, tuvo un niño, que, según sus familiares, se parecía mucho a la princesa de Gales.
Dmitry ha afirmado tener problemas con su cabello debido al Accidente de Chernobyl, que afectó a muchos países del este de Europa y que aún hoy afecta a muchos de ellos, en especial a Ucrania y Bielorrusia.
Koldún ha dicho (traducido del ruso): Cada año, mi color de pelo cambia... Durante mis años de estudiante, tenía el pelo espeso, y ahora ya no. Mi color de pelo fue variando desde que era pequeño, cuando era rubio, a ahora que es moreno.

## Carrera
En 2004, intentó participar en el show de la RTR Narodnyi Artist 2, pero no cumplía con los requisitos para entrar. Esto no le disuadió de su interés musical y en 2005, trabajó en el Concierto de la Orquesta del Estado de la República de Bielorrusia encabezada por Mikhail Finberg y en la "Grand-Prix" dirigida por el compositor Oleg Eliseenkov. En el mismo año Koldún tomó parte en los conciertos del Festival Nacional de Bielorrusia, el festival de poesía "Molodechno-2005" y el Festival de las Artes "Slavyansky Bazár en Vitebsk".
En 2006, Koldún lanzó en otro proyecto en ruso al convertirse en ganador de la sexta temporada de Star Factory de  Channel One. Durante el show Koldún cantó varias cancone de artistas de renombre internacional como los Scorpions. Después fue invitado por el solista Klaus Meine para llevar a cabo una gira conjunta. Debido a sus éxitos Koldún se hizo popular en Rusia y otros estados ex-soviéticos. Koldún firmó un contrato con la "Corporación Nacional de Música" y se convirtió en el solista del grupo "KGB" (Koldún, Gurkov, Barsukov).

### Festival de la Canción de Eurovisión 2006
Koldún tomó parte en la selección nacional de 2006 con la canción Maybe. Koldún había escrito esta canción después de su aparición en Popular en Rusia y después de viajar con la orquesta estatal de Bielorrusia. Koldún no ganó la final nacional, que ganó Polina Smolova, con la canción Mum.

### Eurofest 2007
Después de abandonar el grupo KGB, Koldún regresó a Bielorrusia para tomar parte en el Eurofest 2007 en el que fue favorito, ganando la votación pública y siendo elegido por el jurado. Después de su selección, Dmitry Koldún y su canción mantuvieron un conflicto entre Bielorrusia y una televisión rusa, sin embargo, el problema quedó resuelto. 
En la fase preliminar, realizado Koldún recibió 4.412 votos, el 32% de la votación pública. Los jueces decidieron entonces dos de sus artistas preferidos para competir en una final junto a Koldún, donde fue anunciado el ganador con la canción "Work your magic" el 22 de enero. Él era el menos popular (de los tres).

#### Acusaciones de engaño
ESCKaz descubrió que la canción "Get Up" presentado a Eurofest por Koldún y su productor Victor Drobysh ya había sido publicada comercialmente por la banda finlandesa Ratzz. La canción, llamada 'Aave' en finés, escrita por Jorgen Elofsson, Maki Kolehmainen y Tracy Lipp fue incluida en el álbum debut de la banda "Hard Ratzz Hallelujah". Como dijo un representante de la discográgfica Helsinki Music Centre: "Nosotros no eramos conscientes de que Dmitry Koldún había cantado la canción. Los derechos para ambos Aave y Get Down, Get Up, Get Crazy están en posesión de HMC y BMG Music Publishing Scandinavia, la canción ya publicada por nosotros en el álbum de Ratzz".
De acuerdo con el formulario de solicitud para la participación en la preselección nacional de Bielorrusia, las canciones y sus elementos de la música y las letras, tomando parte en cualquier fase del concurso deben cumplir con las Reglas para el Proyecto Nacional Musical Eurofest y las Reglas de ESC 2007. 
Reglas de Eurofest estado: "Las canciones no deben haber sido utilizadas por el participante o los organizadores antes de la pre-selección". BTRC también ha notificado que esta disposición es, ante todo, relacionada con la distribución y el reparto de los derechos de las canciones que compiten. Es evidente que la canción, que ya había sido publicada por otro artista , antes de la preselección nacional de Bielorrusia.
ESCKaz también se enteró de que Koldún cantó varias veces la canción "Get Up" en Sar Factory 6. La canción era también disponible desde mediados de septiembre en Internet. Ambos están prohibidos por el "Festival de la Canción de Eurovisión de 2007" normas que no permiten competir canciones al público que se realiza antes del 1 de octubre de 2006. Esta misma regla se repite en el "Eurofest" en las normas siguientes variante, el punto 2.1: "Las canciones para el concurso (" entradas ") (letra y música) no deben haber sido publicadas comercialmente y/o interpretadas públicamente antes del 1 de octubre de 2006.
Angelica Agurbash también fue acusada de hacer trampa en la misma competencia y, a diferencia de Koldún, fue descalificada.

### Festival de la Canción de Eurovisión 2007
Desde que fue seleccionado para representar a Bielorrusia en Eurovisión, Dmitry Koldun ha hecho la gira promocional más grande de todos los artistas que fueron a Eurovisión ese año, visitando casi veinte países de los participantes.
Como Bielorrusia no había terminado en 2006 en el Top 10, la canción salió en la semifinal. Cantó en cuarto lugar (después de Chipre con Evridiki y su Comme ci, comme ca y antes de Islandia con Eiríkur Hauksson y su Valenine's lost). La canción recibió 176 puntos en la semifinal el día 10 de mayo, calificando para la final y quedando cuarta en la semifinal. Fue la primera vez que Bielorrusia pasaba a la final y el país se sumió en unos días de fiesta y orgullo nacional al ver conseguidos uno de los objetivos del país.
Aún con esas, los bielorrusos, se quedaron un poco decepcionados con el resultado final, en el que terminó en sexto lugar por detrás de Bulgaria y por delante de Armenia. Koldún, interpretó "Work your magic" en tercera posición (después de España y antes de Irlanda).
En 2009, Koldún expresó su deseo de volver al Festival de Eurovisión.

### Magic Works in Europe
"Magic Works in Europe" es un documental, a raíz de las experiencias Koldún incluyendo su gira de Eurovisión, los ensayos para Eurovisión y otros interesantes materiales, con inclusión de las primeras actuaciones con 13 años de edad en su escuela de Minsk. 
El documental fue retransmitido el 21 de mayo de 2007 en Channel One Russia. Emitiéndose en la mayor parte de Europa oriental (Bielorrusia, Ucrania, etc). El documental puede verse en varias webs como YouTube. 
Capítulos que se incluyen: 

- Entrevistas (Koldún, Kirkorov, equipo, etc)

### Controversia con el productor
Koldún, después de la exitosa actuación en Eurovisión y después de su trabajo Magic, que se convirtió en un gran éxito, hubo controversia en la producción del tema "Work Your Magic". Los dos productores que querían trabajar con Koldún fueron Philipp Kirkorov (productor de su trabajo Magia) y Víctor Drobysh (productor de la controvertida Get Up), querían seguir con Dmitry. Sin embargo, al final fue el aclamado Lunev Alexander, famoso por la canción Never let you go de Dima Bilán, quien se convirtió en el productor de Koldún. Lunev luego pasar a producir Koldún de la su álbum debut, Angel in the Rain. 
Hace varios meses Dima Bian dejó de trabajar con Lunev debido a las opiniones en conflicto. Lunev no quería que Dima creara canciones que figuraran en el álbum debut de Koldún. Desde la controversia Koldúnes su propio productor y Angel in the rain finalmente fue lanzado en febrero de 2009.

## Discografía

### Sencillos
- 2007 - "Work Your Magic" (Trabaja tu magia)
- 2007 - "Я Для Tебя" (Yo por Ti)
- 2008 - "Царевна" (Princesa)
- 2009 - "Настройся на Меня" (Conectate a mí)

### Álbumes
- 2007 - Work Your Magic
- 2008 - Я Не Волшебник
- 2009 - Ангел Под Дождем[6][7]